# Kadri Aytaç
Kadri Aytaç (Istanbul, 6 agosto 1931 – 28 marzo 2003) è stato un allenatore di calcio e calciatore turco, di ruolo centrocampista.

## Palmarès

### Giocatore

#### Competizioni nazionali
- Campionato turco: 3

Fenerbahçe: 1960-1961
Galatasaray: 1961-1962, 1962-1963
- Coppa di Turchia: 4

Galatasaray: 1962-1963, 1963-1964, 1964-1965, 1965-1966
- Supercoppa di Turchia: 1

Galatasaray: 1966